# بريجيت نيلسن
بريجيت نيلسن (بالدنماركية: Brigitte Nielsen)‏ (ولدت جيت نيلسن، في 15 يوليو 1963) ممثلة، عارضة أزياء، مغنية وشخصية تلفزيون واقع دنماركية-إيطالية، بدأت حياتها المهنية كعارضة أزياء مع المصور جريج غورمان وهيلموت نيوتن وبعد عدة سنوات بدأت أول أدوارها الفنية السينمائية في فيلم سونيا الحمراء (1985)، و روكي الجزء الرابع. عرفت بزواجها من الممثل سيلفستر ستالون ، الذي لعبت معهة دور البطولة في فيلم كوبرا (1986)، لعبت دور «كارلا فراي» في فيلم شرطي بيفرلي هيلز 2 (1987)، بطولة إيدي ميرفي.

## الأعمال
- كوبرا
- روكي 4
- رونال البربري

## روابط خارجية
- بريجيت نيلسن على موقع IMDb (الإنجليزية)
- بريجيت نيلسن على موقع ميتاكريتيك (الإنجليزية)
- بريجيت نيلسن على موقع روتن توميتوز (الإنجليزية)
- بريجيت نيلسن على موقع ألو سيني (الفرنسية)
- بريجيت نيلسن على موقع ميوزك برينز (الإنجليزية)
- بريجيت نيلسن على موقع تيرنر كلاسيك موفيز (الإنجليزية)
- بريجيت نيلسن على موقع أول موفي (الإنجليزية)
- بريجيت نيلسن على موقع قاعدة بيانات الأفلام السويدية (السويدية)
- بريجيت نيلسن على موقع إن إن دي بي (الإنجليزية)
- بريجيت نيلسن على موقع ديسكوغز (الإنجليزية)